# Сярци
Сярци (болг. Сярци) — село в Болгарии. Находится в Кырджалийской области, входит в общину Момчилград. Население составляет 0 человек.

## Политическая ситуация
Сярци подчиняется непосредственно общине и не имеет своего кмета.
Кмет (мэр) общины Момчилград — Ердинч Исмаил Хайрула (Движение за права и свободы (ДПС)) по результатам выборов в правление общины.